# Ali Reza Pahlawi II
Ali Reza Pahlawi II (pers. علیرضا پهلوی ur. 28 kwietnia 1966 w Teheranie, zm. 4 stycznia 2011 w Bostonie) – młodszy syn ostatniego szacha Iranu Mohammada Rezy Pahlawiego i jego trzeciej żony Farah Pahlawi.
Przebywał na emigracji w Stanach Zjednoczonych, gdzie doktoryzował się na Uniwersytecie Harwardzkim w dziedzinie filologii i kultury starożytnej Persji. W 2001 roku zaręczył się z Sarą Tabatabai, ale związek wkrótce się rozpadł. Popełnił samobójstwo. 26 lipca 2011 roku urodziła się jego córka Iryana Leila, ze związku z Rahą Didevar.